# Campionati europei di sollevamento pesi 2025 - 61 kg maschile
Le gare di sollevamento pesi della categoria fino a 61 kg maschile — pesi gallo — dei campionati europei del 2025 si sono svolte il 14 aprile 2025 a Chișinău presso la Chișinău Arena.

## Programma
L'orario indicato corrisponde a quello moldavo (UTC+03:00)
| Data           | Orario | Evento   |
| -------------- | ------ | -------- |
| 14 aprile 2025 | 10:00  | Gruppo B |
| 14 aprile 2025 | 19:00  | Gruppo A |

## Medagliati
Per ciascun esercizio, i primi tre classificati sono i seguenti:
| Esercizio | Oro        | Oro    | Argento             | Argento | Bronzo              | Bronzo |
| --------- | ---------- | ------ | ------------------- | ------- | ------------------- | ------ |
| Strappo   | Ivan Dimov | 135 kg | Garnik Cholakyan    | 124 kg  | Goderdzi Berdelidze | 123 kg |
| Slancio   | Ivan Dimov | 154 kg | Goderdzi Berdelidze | 153 kg  | Ion Badanev         | 152 kg |
| Totale    | Ivan Dimov | 289 kg | Goderdzi Berdelidze | 276 kg  | Garnik Cholakyan    | 275 kg |

## Record
Prima di questa competizione, i record mondiali ed europei esistenti erano i seguenti:
| Record mondiale | Strappo | Li Fabin         | 146 kg | Phuket, Thailandia  | 2 aprile 2024     |
| Record mondiale | Slancio | Hampton Morris   | 176 kg | Phuket, Thailandia  | 2 aprile 2024     |
| Record mondiale | Totale  | Li Fabin         | 318 kg | Pattaya, Thailandia | 19 settembre 2019 |
| Record europeo  | Strappo | Europeo standard | 142 kg | —                   | 1º novembre 2018  |
| Record europeo  | Slancio | Europeo standard | 170 kg | —                   | 1º novembre 2018  |
| Record europeo  | Totale  | Europeo standard | 309 kg | —                   | 1º novembre 2018  |

## Risultati
| Pos. | Atleta                    | Gr. | Peso atleta | Strappo (kg) | Strappo (kg) | Strappo (kg) | Strappo (kg) | Slancio (kg) | Slancio (kg) | Slancio (kg) | Slancio (kg) | Totale |
| Pos. | Atleta                    | Gr. | Peso atleta | 1            | 2            | 3            | Pos.         | 1            | 2            | 3            | Pos.         | Totale |
| ---- | ------------------------- | --- | ----------- | ------------ | ------------ | ------------ | ------------ | ------------ | ------------ | ------------ | ------------ | ------ |
|      | Ivan Dimov (BUL)          | A   | 60.85       | 128          | 131          | 135          |              | 150          | 154          | —            |              | 289    |
|      | Goderdzi Berdelidze (GEO) | A   | 60.95       | 123          | 126          | 126          |              | 146          | 151          | 153          |              | 276    |
|      | Garnik Cholkayan (ARM)    | A   | 61.00       | 123          | 124          | 129          |              | 151          | 151          | 153          | 4            | 275    |
| 4    | Ion Badanev (MDA)         | A   | 61.00       | 120          | 120          | 123          | 5            | 147          | 152          | 152          |              | 275    |
| 5    | Burak Aykun (TUR)         | A   | 59.95       | 115          | 115          | 120          | 7            | 143          | 148          | 148          | 5            | 268    |
| 6    | Pavlo Zalipskyi (UKR)     | A   | 60.75       | 120          | 123          | 125          | 4            | 140          | 143          | 146          | 7            | 266    |
| 7    | Daniel Lungu (MDA)        | A   | 61.00       | 122          | 122          | 122          | 6            | 135          | 140          | 142          | 8            | 264    |
| 8    | Andrii Revko (UKR)        | A   | 61.00       | 113          | 116          | 119          | 8            | 145          | 145          | 145          | 6            | 264    |
| 9    | Stefan Vladisavljev (SRB) | A   | 60.75       | 115          | 120          | 121          | 10           | 137          | 137          | 145          | 9            | 252    |
| 10   | Ion Daniel Dorobete (ROU) | B   | 60.85       | 105          | 110          | 115          | 9            | 125          | 130          | 135          | 10           | 250    |
| 11   | Daniel Jigău (ROU)        | B   | 60.55       | 95           | 95           | 95           | 11           | 125          | 131          | 131          | 11           | 220    |